# Europese kampioenschappen judo 2014
De Europese kampioenschappen judo 2014 werden van 24 tot en met 27 april 2014 gehouden in de Park&Suites Arena in Montpellier, Frankrijk.

## Medailles

### Mannen
| Onderdeel           | Goud | Goud                   | Zilver | Zilver              | Brons   | Brons                               |
| ------------------- | ---- | ---------------------- | ------ | ------------------- | ------- | ----------------------------------- |
| Klasse tot 60 kg    | RUS  | Beslan Moedranov       | GEO    | Amiran Papanashvili | ARM AZE | Hovhannes Davtyan Ilgar Moesjkijev  |
| Klasse tot 66 kg    | FRA  | Loïc Korval            | FRA    | David Larose        | RUS BLR | Michail Poeljajev Dmitri Sjersjan   |
| Klasse tot 73 kg    | NED  | Dex Elmont             | FRA    | Ugo Legrand         | SLO HUN | Rok Drakšič Miklós Ungvári          |
| Klasse tot 81 kg    | GEO  | Avtandil Tchrikishvili | FRA    | Loic Pietri         | HUN GER | Szabolcs Krizsán Sven Maresch       |
| Klasse tot 90 kg    | GEO  | Varlam Liparteliani    | RUS    | Kirill Voprosov     | FRA HUN | Alexandre Iddir Krisztián Tóth      |
| Klasse tot 100 kg   | CZE  | Lukáš Krpálek          | AZE    | Elmar Gasimov       | RUS FRA | Adlan Bisoeltanov Cyrille Maret     |
| Klasse boven 100 kg | FRA  | Teddy Riner            | GEO    | Adam Okruashvili    | GER LTU | Andre Breitbarth Marius Paskevicius |

### Vrouwen
| Onderdeel          | Goud | Goud                | Zilver | Zilver              | Brons   | Brons                                  |
| ------------------ | ---- | ------------------- | ------ | ------------------- | ------- | -------------------------------------- |
| Klasse tot 48 kg   | HUN  | Éva Csernoviczki    | FRA    | Amandine Buchard    | UKR RUS | Maryna Tsjerniak Kristina Roemjantseva |
| Klasse tot 52 kg   | KOS  | Majlinda Kelmendi   | RUS    | Natalja Koezjoetina | ROU ISR | Andreea Chitu Gili Cohen               |
| Klasse tot 57 kg   | FRA  | Automne Pavia       | GER    | Myriam Roper        | AUT POR | Sabrina Filzmoser Telma Monteiro       |
| Klasse tot 63 kg   | FRA  | Clarisse Agbegnenou | SLO    | Tina Trstenjak      | POL NED | Agata Ozboda Anicka van Emden          |
| Klasse tot 70 kg   | NED  | Kim Polling         | GER    | Laura Vargas-Koch   | AUT CRO | Bernadette Graf Barbara Matić          |
| Klasse tot 78 kg   | FRA  | Audrey Tcheuméo     | NED    | Marhinde Verkerk    | HUN FRA | Abigél Joó Lucie Louette Kanning       |
| Klasse boven 78 kg | FRA  | Émilie Andéol       | BIH    | Larisa Cerić        | GER     | Franziska Konitz Jasmin Külbs          |

### Teams
| Onderdeel | Goud      | Zilver    | Brons               |
| --------- | --------- | --------- | ------------------- |
| Mannen    | Georgië   | Rusland   | Duitsland Frankrijk |
| Vrouwen   | Frankrijk | Duitsland | Polen Slovenië      |

## Medaillespiegel
| Plaats | Land                  | Goud | Zilver | Brons | Totaal |
| 1      | Frankrijk             | 7    | 4      | 4     | 15     |
| 2      | Georgië               | 3    | 2      | 0     | 5      |
| 3      | Nederland             | 2    | 1      | 1     | 4      |
| 4      | Rusland               | 1    | 3      | 3     | 7      |
| 5      | Hongarije             | 1    | 0      | 4     | 5      |
| 6      | Tsjechië              | 1    | 0      | 0     | 1      |
| 6      | Kosovo                | 1    | 0      | 0     | 1      |
| 8      | Duitsland             | 0    | 3      | 5     | 8      |
| 9      | Slovenië              | 0    | 1      | 2     | 3      |
| 10     | Azerbeidzjan          | 0    | 1      | 1     | 2      |
| 11     | Bosnië en Herzegovina | 0    | 1      | 0     | 1      |
| 12     | Oostenrijk            | 0    | 0      | 2     | 2      |
| 12     | Polen                 | 0    | 0      | 2     | 2      |
| 14     | Armenië               | 0    | 0      | 1     | 1      |
| 14     | Wit-Rusland           | 0    | 0      | 1     | 1      |
| 14     | Kroatië               | 0    | 0      | 1     | 1      |
| 14     | Israël                | 0    | 0      | 1     | 1      |
| 14     | Litouwen              | 0    | 0      | 1     | 1      |
| 14     | Portugal              | 0    | 0      | 1     | 1      |
| 14     | Roemenië              | 0    | 0      | 1     | 1      |
| 14     | Oekraïne              | 0    | 0      | 1     | 1      |
| Totaal | Totaal                | 16   | 16     | 32    | 64     |